# Psilochorus pallidulus
Psilochorus pallidulus är en spindelart som beskrevs av Willis J. Gertsch 1935. Psilochorus pallidulus ingår i släktet Psilochorus och familjen dallerspindlar. Inga underarter finns listade i Catalogue of Life.